# Manuel Francisco Álvarez
Manuel Francisco Álvarez de la Peña (Salamanca, 1727 — Madri, 18 de março de 1797), foi um escultor espanhol, membro da primeira geração de escultores que se formaram na Real Academia de Belas-Artes de São Fernando, fruto do período do iluminismo espanhol.
Estudou em Roma, onde foi apelidado de O Grego for sua técnica clássica, mas também foi influenciado pelo rococó. Em sua obra utilizou a madeira em maior quantidade do que a pedra. Entre seus trabalhos neste último material estão, por exemplo, suas esculturas para a Fonte de Apolo em Madri, concluída depois de sua morte por Alfonso Giraldo Bergaz.

## Biografia
Nascido em Salamanca em 1727 iniciou os seus estudos nesta cidade com Simón Tomé Gavilán e depois com Alejandro Carnicero. Álvarez se mudou logo para Madri, completando seus estudos na Academia de Belas Artes, onde teve como professor Felipe de Castro, escultor da câmara do rei. Em nome de seu mestre, que tinha confiado em conjunto com Juan Domingo Olivieri a execução das estátuas em pedra da série dos reis de Espanha para a coroação do palácio novo, executou as de Viterico e de Vália. Devido à doença de Castro, fez três querubins dos quatro que se lhe haviam encarregado para a capela real e por seu bom desempenho foi nomeado para concluir a escultura da própria capela com outros professores.
A Academia de São Fernando, tendo-o por um de seus discípulos mais avançados, o nomeou para modelar a vista de todo o concurso na primeira junta da abertura que celebrou o dia 13 de junho de 1752. Ganhou o segundo prêmio da primeira turma no ano seguinte e em 1754, o primeiro e uma pensão para continuar os estudos em Roma, o que não pode realizar devido à sua saúde debilitada, mas depois com seu talento e aplicação pode superar a falta dos auxílios que teria obtido naquela capital. A própria Academia que não perdia de vista seus rápidos progressos, lhe conferiu o título acadêmico de mérito em 22 de março de 1757 e o posto de vice-diretor, em 12 de setembro de 1762.
Desejoso Carlos III de promover o exercício e o progresso da escultura em assuntos dignos de sua real memória ordenou que a Academia propusesse a seus diretores e vices nesta profissão, que cada um executasse um modelo de cerca de um metro e trinta centímetros de altura para representar um cavalo para seu pai Filipe V, deixando-os livres para aceitarem ou não o pedido. Álvarez foi um dos cinco que de boa vontade se comprometeu, e o rei, as outras pessoas reais e o público que viram concluídos os cinco modelos, fizeram justiça aos seus autores. A ideia original era a de que o rei escolhesse um dos cinco modelos para que fosse executado em bronze e colocado em Gibraltar, mas isso não foi possível. Carlos IV, então, querendo levar a cabo as intenções de seu pai, mas substituindo a figura e o retrato de seu avô, escolheu o modelo de Álvarez. Mas também outra guerra, sempre destruindo as artes plásticas, suspendeu este trabalho para uma ocasião melhor.
Em 20 de fevereiro de 1786 Álvarez foi nomeado diretor-geral da Academia por ocasião da morte de Roberto Michel por quase três anos e depois prorrogado por mais um ano em 5 de abril de 1789. Em 1794 o rei concedeu-lhe o título de seu escultor de câmera, que só desfrutou até o dia 18 de março de 1797, dia de sua morte e foi sepultado na paróquia de Santo André de Madri.
A Academia de São Fernando perdeu um indivíduo que se ocupou, desde a sua fundação, em trabalho com utilidade estimulando os jovens com sua assistência e aplicação quando era aluno, com seus preceitos sábios quando professor, e orientando os discípulos no caminho certo quando estava confinado a uma cama nos últimos anos de sua vida. Ninguém mais inteligente, nem mais observador das regras de arte, muitas vezes sacrificando seus próprios interesses neste cumprimento. Os professores o chamavam de "O Grego", tanto pelo empenho que tinha em imitar as formas, atitudes e correção do antigo, quanto pela prolixidade com que concluía as obras.

## Obra
As obras públicas são as seguintes:

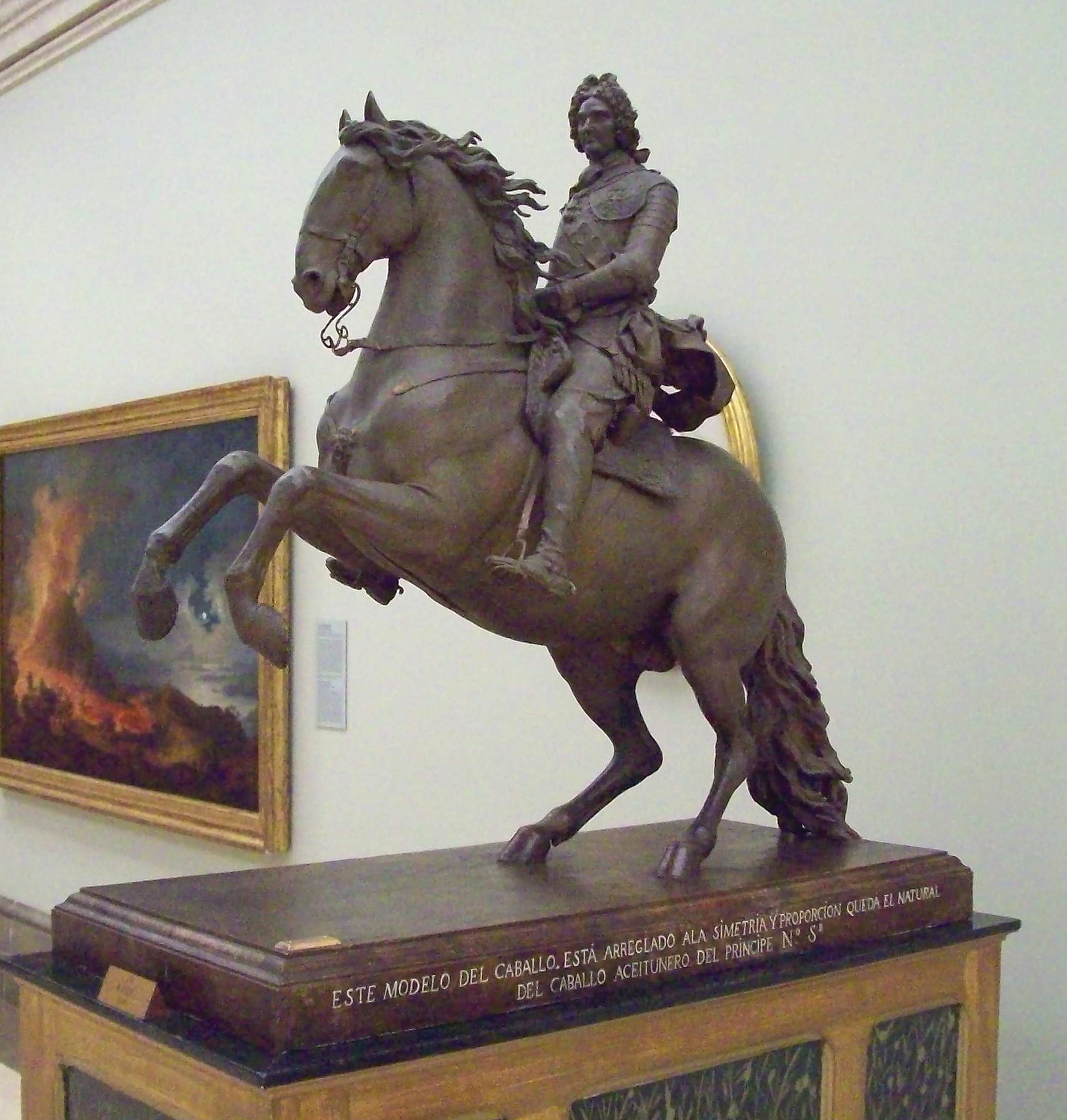
Estátua equestre de Filipe V, em estuque

- Agustinos Descalzos de Salamanca. Os bustos dos fundadores deste convento, colocados na fachada da portaria.
- Clérigos menores de Salamanca. A estátua do beato Caraciolo e a cabeça, e mãos de outra de vestir do mesmo.
- Colegio mayor de Oviedo em Salamanca. Um meio-relevo de Santo Toríbio Mogrovejo, na capela.
- Sótanos del Palacio Nuevo de Madrid. As estátuas citadas de Viterico e Vália e uma medalha em mármore que representa o Conselho de guerra.
- Capilla real del Palacio Nuevo de Madrid. Os três querubins em estuque. Dois meninos do mesmo material mo adorno da janela que está sobre a porta. A estátua da Concepção no altar do Cristo.
- Los Premostratenses de Madrid. A de São Norberto em pedra sobre o frontispício da porta da igreja.
- Oratorio del Salvador de Madrid. O trono de nuvenss sustentado por anjos no qual está a estátua do Salvador, colocado no retábulo principal e no alto outros jovens e um menino.
- San Isidro El Real de Madrid. A estátua da Fé no altar mór aa lado do evangelho.
- El Paseo del Prado de Madrid. As estátuas das Estações na fonte de Apolo.
- Real Monasterio de la Encarnación de Madrid. Os seis anjos de bronze, que estão no ático do altar.
- Parroquia de San Sebastián de Madrid. As estátuas em tamanho natural que representam a fuga para o Egito, executadas por San Martín sobre modelos de Álvarez: também executou as demais esculturas da capela de Nossa Senhora de Belém com os modelos do mesmo Álvarez.
- Casa del Duque de Liria de Madrid. Uma esfinge de pedra na entrada.
- Palacio del Infante Don Luis, em Boadilla del Monte. Concluiu a escultura da fonte que havia sido iniciada por seu mestre Castro.
- Catedral de Toledo. A medalha em mármore que está no retábulo da capela dos cônegos e representa Nossa Senhora pondo a casula em Santo Ildefonso.
- Palacio arzobispal en Boadilla. A estátua da Concepção no oratório do prelado.
- Basílica del Pilar de Zaragoza. Três medalhas de mármore na capela da Virgem: representam o nascimento, a apresentação e noivado de Nossa Senhora. As estátuas de estuque de São Gerônimo e de um santo bispo na fachada externa da própria capela, dos jovens e dos meninos.
- Monasterio benedictino de San Millán de la Cogolla. Uma estátua de Nossa Senhora do Rosário.
- Villaluenga en el Arzobispado de Burgos. Outra estátua de Santo Antônio em uma capela.
- Valle de Mena en Vizcaya. A de Santa Maria Egipciaca que aparece a um pastor.
- Parroquia de Chinchón. Outra de Nossa Senhora do Rosário.
- Parroquia de Colmenar de Oreja. A de Santo Antônio de Pádua.
- Colegio que fue de jesuítas en Cuenca. A de Santo Inácio de Loyola.[2]